# Bythopsyrna sumatrana
Bythopsyrna sumatrana är en insektsart som beskrevs av Schmidt 1904. Bythopsyrna sumatrana ingår i släktet Bythopsyrna och familjen Flatidae. Inga underarter finns listade i Catalogue of Life.